# Musa Eroğlu
Pour les articles homonymes, voir Eroğlu.
Musa Eroğlu, né en 1944 dans la province de Mersin en Turquie, est un chanteur et compositeur turc. 
Il est l'un des artistes de musique traditionnelle les plus connus de Turquie.

## Biographie
Musa Eroğlu est né en 1944, dans un petit village nommé Kumaçukuru de l'arrondissement de Mut, près des côtes méditerranéennes, en Turquie. Il est issu d'une famille de musiciens. À l'âge de 6 ans, il commence à jouer du saz, instrument qui a une place à part au sein de la communauté alévie dont il est issu.
Après avoir participé à quelques concours de musique dans les années 1960, sa carrière débute véritablement dans les années 1980 lorsqu'il sort une série d'albums intitulée Muhabbet (« Conversation » en turc) en coopération avec des chanteurs traditionnels comme Arif Sağ et Yavuz Top. 
En 1998, il reçoit le titre de Devlet Sanatçısı (artiste national). Ce qui lui permet d'enseigner et de faire de la recherche dans le domaine musical, en parallèle à sa carrière d'artiste. Il est aujourd'hui considéré comme l'un des représentants majeurs de la musique traditionnelle d'Anatolie qu'on appelle aussi le Halk Müzigi (musique populaire).

## Discographie
- 1975 - A Kuzum, Yağmur Plak
- 1977 - Yaralı Turnam, Özaydın Müzik
- 1978 - Bu Dünya, Harika Kasetçilik
- 1979 - Yaz Gelir, Şah Plak
- 1983 - Muhabbet 1 (avec Arif Sağ et Muhlis Akarsu), Şah Plak
- 1984 - Muhabbet 2 (avec Arif Sağ et Muhlis Akarsu), Şah Plak
- 1985 - Muhabbet 3 (avec Muhlis Akarsu, Arif Sağ et Yavuz Top), Şah Plak
- 1986 - Muhabbet 4 (avec Arif Sağ et Yavuz Top), Şah Plak
- 1987 - Muhabbet 5 (avec Muhlis Akarsu, Arif Sağ et Yavuz Top), Şah Plak
- 1987 - Seher Oldu Ey Nigarım, Bey Plak
- 1988 - Muhabbet 6 (avec Muhlis Akarsu et Yavuz Top), Pınar Müzik, Kalan Müzik
- 1988 - Yummayın Kirpiklerini, Aziz Plak
- 1988 - Divane Gönlüm Benim, Aziz Plak
- 1989 - Muhabbet 7 (avec Muhlis Akarsu et Yavuz Top), Pınar Müzik, Kalan Müzik
- 1990 - Bir Yanardağ Fışkırması, Majör Müzik
- 1991 - Garip Yolcu, Net Ses
- 1992 - Benim Dünyam, Net Ses
- 1993 - Kevser Irmağı/Sevda Yükü, Net Ses
- 1994 - Yol etr Dağlar, Duygu Müzik
- 1994 - Bin Yıllık Yürüyüş 1, 2, Koda Müzik
- 1994 - Musa Eroğlu 94, Net Ses
- 1995 - Ömrüm Sana Doyamadım, Ajs Müzik
- 1996 - Halil İbrahim/Kerbela Destanı, Duygu Müzik
- 1996 - Bağlama Resital 1,2 (avec Arif Sağ), ASM
- 1997 - Semahlarımız, Bema Prodüksiyon
- 1998 - Musique Instrumentale D'Anatolie (avec Arif Sağ), ASM
- 1998 - Kavimler Kapısı Anadolu, Duygu Müzik
- 2000 - Bir Nefes Anadolu, Duygu Müzik
- 2003 - Sele etrdim, Duygu Müzik
- 2004 - Sazımızla Sözümüzle 2 (Güler Duman ile birlikte), Duygu Müzik
- 2007 - Dedem Korkut, Duygu Müzik
- 2010 - Armağan 1 (Yusuf Gül ile birlikte), Özdemir Plak
- 2010 - Semahlar, Mod Müzik
- 2012 - Zamansız Yağmur, Özdemir Plak
- 2015 - Musa Eroğlu ile Bir Asır, Özdemir Plak